# Mehammed Serhaye
 (décembre 2022).
République fédérale démocratique d'Éthiopie
Mehammed Serhaye (Ge'ez: መሐመድ ሰርሀዬ) est un des 112 membres du Conseil de la Fédération éthiopien. Il est un des 4 conseillers de l'État Somali et représente le peuple Somali.